# Tunel Lučivná
Tunel Lučivná je slovenský, 250 m dlouhý hloubený dálniční tunel na dálnici D1 mezi Važcem a Mengusovcemi. Tunel byl slavnostně otevřen 11. prosince 2007. Ze stavebního hlediska tunel nepřekonává žádný kopec ani podobný útvar, tunelové trouby byly vybudovány jako běžná stavba a poté shora a z obou stran zasypány zeminou.
Stavba slouží jako biokoridor pro migrující faunu mezi Koziemi chrbtami a samotnými Tatrami. Jedná se o nejkratší dálniční tunel na Slovensku a zároveň o jediný dálniční tunel, ve kterém není snížena maximální povolená rychlost. Dlouhá léta byl jediným dálničním biokoridorem na Slovensku, v posledních letech přibyly podobné, i když mnohem kratší objekty i na dalších úsecích dálnic, ale celkový počet biokoridorů je stále extrémně nízký (v roce 2019 celkem 3).